# Jeroteo de Segovia

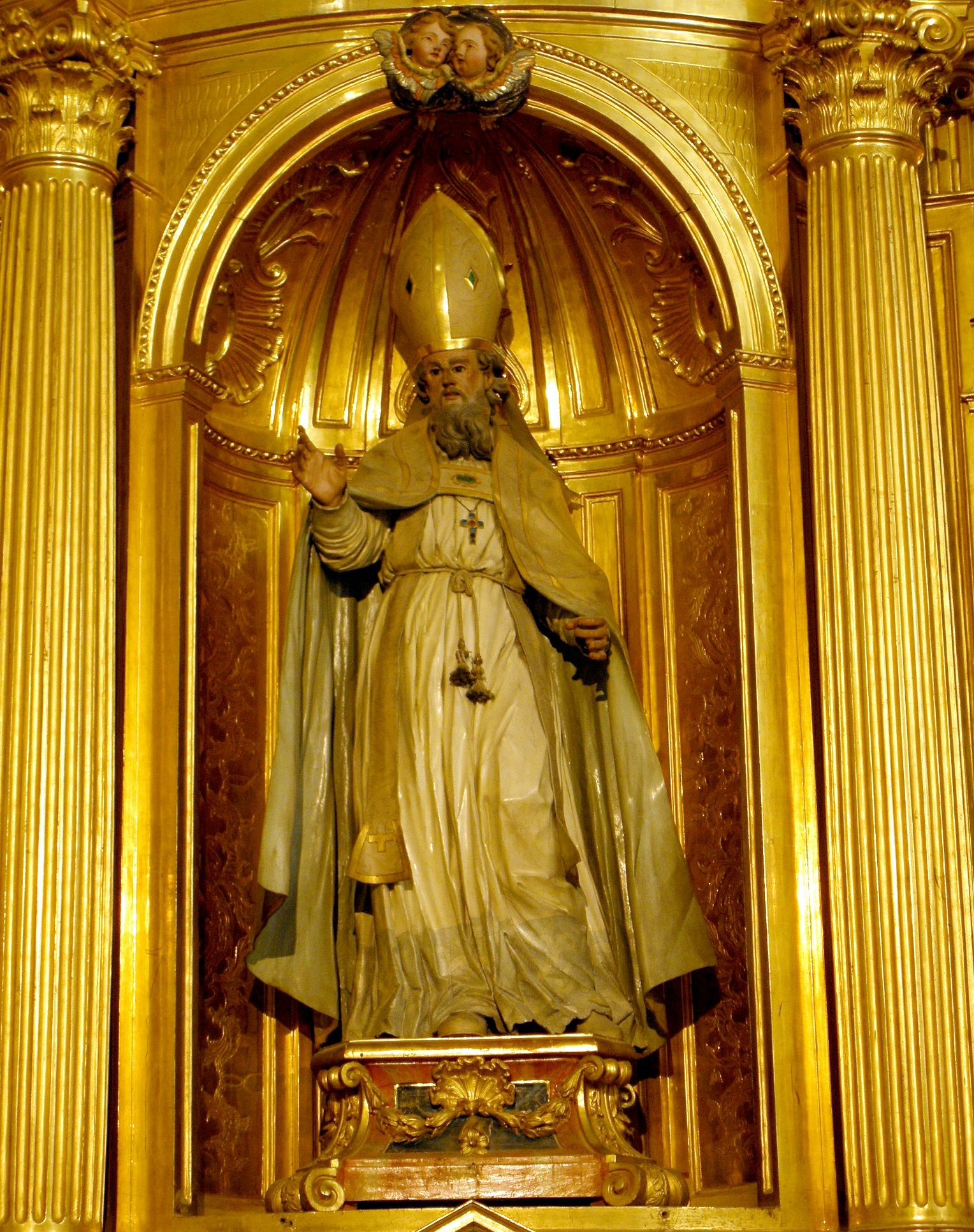
Talla de san Jeroteo en la capilla de su mismo nombre en la catedral de Segovia

San Jeroteo, Geroteo o Hieroteo (supuestamente 8 a. C.-71 d. C) es un personaje legendario de la historia eclesiástica de España, supuestamente primer obispo y mártir de Segovia, discípulo de san Pablo y maestro de san Dionisio Areopagita.
Su historia, desdoblada de la de Jeroteo de Atenas, fue inventada a finales del siglo XVI por Jerónimo Román de la Higuera, arraigando en la devoción popular. A mediados del XVII el marqués de Agrópoli trataría de desmentir su existencia, pero el clero segoviano encabezado por el obispo Diego Escolano y Ledesma la aceptó como auténtica, oficializando su culto.

## Origen de la leyenda

### Jeroteo de Atenas
Jeroteo de Atenas fue un personaje del siglo I, convertido al cristianismo por san Pablo y nombrado primer obispo de Atenas hacia el año 53, maestro de Dionisio Areopagita. 
En los Hechos de los Apóstoles no se le menciona; 
las primeras y escasas noticias históricas acerca de este Jeroteo, llamado el Divino, aparecieron en las crónicas de un escritor desconocido del siglo V que firmó sus obras con el seudónimo de Dionisio Areopagita, a quien los autores posteriores nombraron Pseudo Dionisio Areopagita.
Habida cuenta del lapso de cuatro siglos entre su época y su aparición en las crónicas del pseudo Dionisio, y de la inclusión en las obras de éste de varios personajes ficticios de la era apostólica, en tiempos modernos la existencia real de Jeroteo fue puesta en entredicho, o negada.

### El error de Morales
Nadie relacionó a Jeroteo con España hasta que en 1575 Ambrosio de Morales lo mencionó como español; 
Morales declaraba haberlo leído así en los antiguos menologios griegos, e identificaba a Jeroteo con un tal Philoteo, de quien Sofronio en el siglo VII y Simón Metafraste en el X habían dejado escrito que siendo gobernador en España fue convertido por san Pablo. Cabe señalar que la presencia de san Pablo en España no pasa de ser una conjetura.
Si Jeroteo y Philoteo fueron la misma persona fue cuestión que trataron varios autores por estas mismas fechas; ninguno de ellos encontró las fuentes griegas citadas por Morales, pero basándose en la autoridad de éste aceptaron al primero como español, 
aunque todavía nadie lo tuvo por obispo de Segovia.

### Los falsos cronicones
Fue a principios del siglo XVII cuando se extendieron por la comunidad de eruditos las imposturas del jesuita Jerónimo Román de la Higuera: cronicones falsamente atribuidos a personajes históricos en los que inventaba santos, mártires y concilios inexistentes con los que dar lustre a la historia eclesiástica de España. 
La primera mención de Jeroteo en sus obras fue la que incluyó en el fingido Flavio Lucio Dextro (prefecto romano del siglo V) en el que introducía al personaje que daría lugar a la leyenda: 

«San Hieroteo de nación español, (que convertido por San Pablo le hizo esclarecido la gloria de San Dionisio su discípulo) vino a España, habiendo sido primero obispo de Atenas, después obispo de Segovia en los Arévacos, es tenido por admirable en santidad».

El falso Dextro se vio confirmado con otro falso cronicón, obra también del padre Higuera, atribuido esta vez a Luitprando (obispo de Cremona en el siglo X):

«Macer Hierotheo, español, empuritano, antiguamente gobernador tarraconense en el imperio de Tiberio partió en el año 45 a Chipre, donde oyendo a Pablo se convirtió a la fe, y le siguió».

Otro falso cronicón de la misma autoría, atribuido a un tal Juliano (arcipreste de Santa Justa en la catedral de Toledo en el siglo XII), relataba la fundación en el año 70 de una escuela teológica bajo la dirección de Jeroteo y Dionisio, 
y otro más, supuestamente de Aulo Halo (obispo de Astorga en el siglo XII), incluía un epigrama dedicado a Jeroteo.
Y todavía otros dos: el primero compuesto por Antonio Lupián Zapata, atribuido a Hauberto de Sevilla (monje benedictino en el monasterio de Dumio en el siglo X), en el que refería la llegada de Jeroteo a España junto con los santos Onésimo, Polixena y Sara, 
y el segundo, escrito por Juan Gaspar Roig como si fuera de Liberato (abad en Gerona en el s. VII), en el que confirmaba el anterior.

### La leyenda crece
En 1625 el abad Tomás Bravo de Mendoza y sus monjes cistercienses del monasterio de Sandoval, cerca de León, hallaron en este cenobio una calavera con un pequeño pergamino escrito en griego antiguo que decía Κεφαλή Ἱεροτέον (Cabeza de Jeroteo). 
El papa Urbano VIII certificó la autenticidad de las reliquias y aprobó la autoridad de Dextro.
A partir de este punto, todos los escritores eclesiásticos aceptaron a San Jeroteo como español y obispo de Segovia 
Diversos autores sugerían que Macer (Macro o Magro) era su nombre y Hierotheo su título eclesiástico, 
lo mencionaban como natural de Ampurias,
Écija,
Arjona o 
Guadix, 
le atribuían haber traído a España desde Antioquía la imagen de la virgen de la Fuencisla, 
la de Valvanera,
la de Soterraña, 
la de Hornuez 
o la del Henar,  
ser el autor de la Salve Regina, 
haber devuelto la vista a san Cecilio 
o haberle entregado los plomos del Sacromonte.
En 1637 aparecía en la portada de la Historia de Segovia de Diego de Colmenares junto a Hércules, supuesto fundador de la ciudad. 
Nuevos autores tomaban las informaciones no ya de los falsos cronicones, sino de quienes las habían tomado de estos. 
En 1650 el obispo de Segovia Francisco Araujo consiguió que el de León Juan del Pozo permitiese el traslado de cuatro huesos del cráneo a la catedral de Segovia y les autorizó el culto público.  
Desde el púlpito algunos profetizaban que su cuerpo aparecería cuando un gran peligro amenazase a la ciudad de Segovia y sugerían que sus escritos (los que el pseudo Dionisio mencionó del Jeroteo ateniense), perdidos desde siempre, se encontraban en la iglesia de San Gil o en la de San Blas. 
Buscando sus reliquias, en 1668 el obispo Jerónimo de Mascarenhas ordenó derribar parte de la iglesia de San Gil,
 y aunque éstas no aparecieron, sí se encontró un sepulcro que tomaron por el de Raimundo de Losana (obispo en el siglo XIII), que después resultó ser de sus padres. 
Al menos desde 1652 el clero segoviano intentaba autorizar el culto oficial al santo.

### La controversia inútil
En 1666 el marqués de Agrópoli Gaspar Ibáñez de Segovia, abogando en defensa de San Frutos como patrón de la diócesis y criticando duramente los falsos cronicones, publicó un estudio sobre la figura de San Jeroteo en el que desmentía su presencia histórica en España, aduciendo que durante los 1500 años transcurridos desde su supuesta existencia hasta su aparición en la crónica de Dextro ningún otro autor lo había mencionado.
| «En mis oídos duran las voces que estos años pasados se dieron en Segovia, y se oyeron en toda España, y aun en toda Europa, acerca de la Cathedra de S. Hierotheo.» |

«Confieso me haze horror la osadía con que se introducen mártires, se celebran santos confesores y pontífices a cada paso, nunca oídos en la Iglesia, y de cuyos nombres no se hallará en otro escritor, ni aun la noticia».

Antes de que esta obra se diera a la imprenta, el obispo y el cabildo segovianos encargaron al canónigo Cristóbal de Moya y Munguía la redacción de una contestación a la obra del marqués, que en defensa del episcopado de San Jeroteo fue publicada ese mismo año.

«La tradición es el mayor de los medios, porque por sí sola hace probanza eficaz».

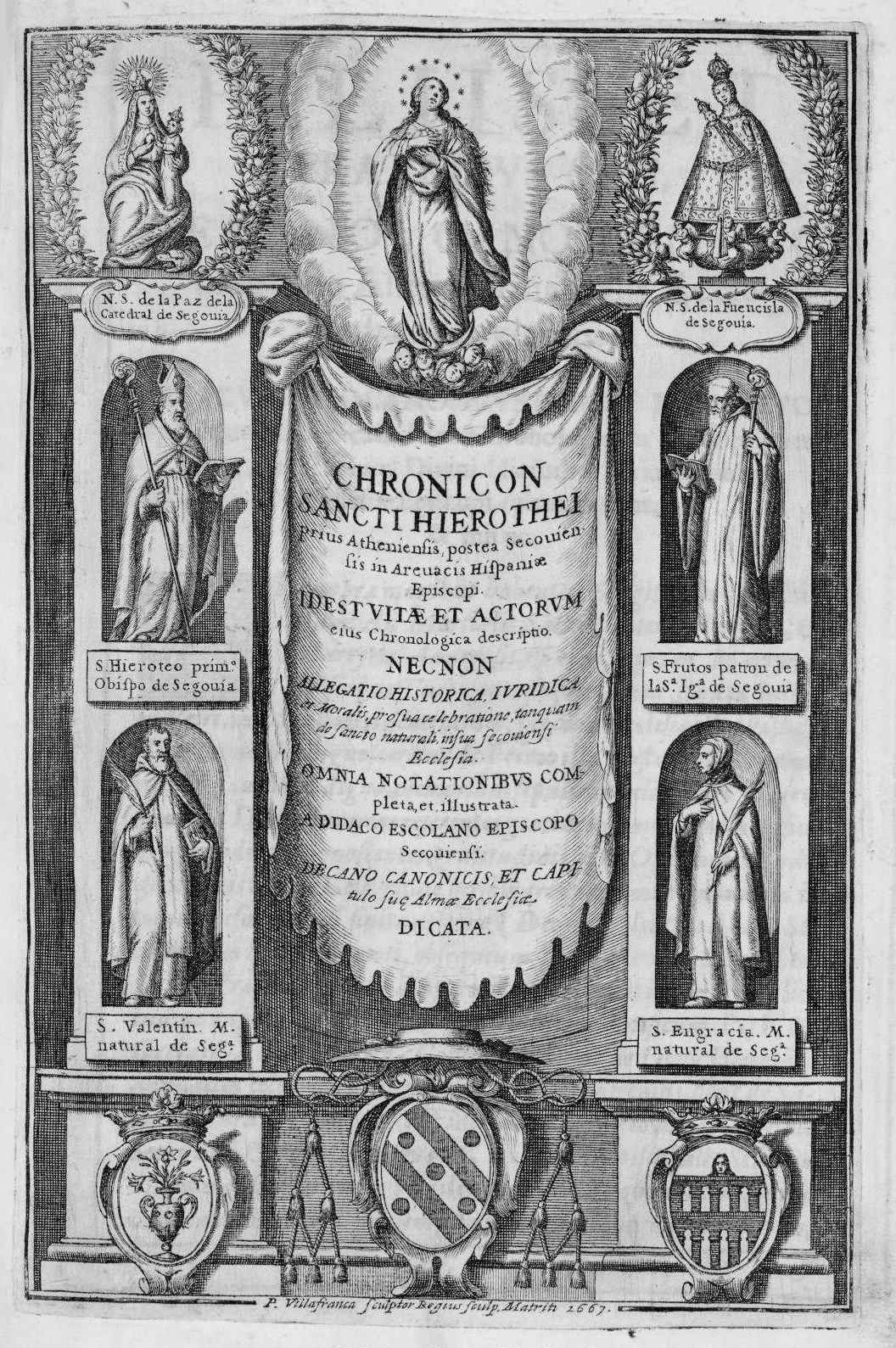
Pedro de Villafranca: portada calcográfica del Chronicon sancti Hierothei Athenarum primum, postea secoviensis ecclesiae episcopus de Diego Escolano, Madrid, 1667. Biblioteca Nacional de España.

El obispo Diego Escolano y Ledesma instituyó el culto al santo, «oficio doble de primera clase, con octava en la ciudad, doble en toda la diócesis». 
En una carta dirigida al obispo, el marqués insistió en su postura con el argumento de que en tiempos de los romanos existían dos Segovias en Hispania: la actual, en tierra de los vacceos, y la mencionada por Dextro como sede episcopal de Jeroteo, que se encontraba en territorio de los arévacos, tres leguas al noreste de Numancia. 
El obispo solventó la cuestión suponiendo ambas Segovias en territorio de los arévacos, y al año siguiente publicó el Chronicon sancti Hierothei, que incluía el dictamen favorable al santo de las cátedras de teología de las universidades de Alcalá y Salamanca.
En 1668 fue Gregorio de Argaiz, cronista de la orden de San Benito y fiel seguidor de los cronicones de Higuera, Zapata y Roig, quien impugnó al marqués y corrigió a Moya, señalando que Jeroteo no había sido el primer obispo de Segovia, pues Eulidio, Epeneto y Aulio lo habían sido antes. 
Tres años después, con el apoyo de Nicolás Antonio, el marqués volvió sobre el tema con nuevos argumentos, 
que nuevamente merecieron la contradicción de Argaiz 
en un enconado debate historiográfico que no consiguió acercar sus respectivas posturas.

«Las disertaciones del marqués, aunque llenas de erudición, hicieron poca fuerza, y su autor tuvo la desgracia de perder la fatiga».

A lo largo de las décadas siguientes los cronicones de Higuera, Zapata y Roig fueron convincentemente refutados como falsos por insignes historiadores, pero la devoción popular a San Jeroteo había arraigado lo suficiente como para mantenerse durante varios siglos. 
A principios del XXI en la propia diócesis de Segovia se reconocía que su episcopado no pasa de ser una conjetura, 
aunque todavía llevan su nombre la puerta de la catedral de Segovia del lado sur del crucero, y la capilla a él dedicada, fundada por el obispo Juan José Martínez Escalzo en 1773 (la plazuela de San Jeroteo fue renombrada en 2011 como Madre Cándida).
No se trata de un caso aislado, pues por culpa de los falsos cronicones, que introdujeron en la literatura eclesiástica numerosos personajes inexistentes como si fueran reales, el calendario español está salpicado de santos y mártires cuyas historias fueron completamente inventadas o tergiversadas para adaptarlas a la iconografía nacional.